# San Cristóbal de Las Casas
San Cristóbal de Las Casas est une ville du Chiapas, au Mexique. C'est l'une des premières villes construites en Amérique continentale, elle a été capitale de la province du Chiapas depuis l'époque coloniale jusqu'au début du porfiriato. Le pouvoir régional quitta alors la ville pour passer à Tuxtla Gutiérrez, ce qui fit naître une rivalité entre les deux villes, finalement remportée par Tuxtla. Le même conflit réapparut au début de l'époque de la Révolution Mexicaine, San Cristóbal s'étant rangé du côté des porfiristas, les  partisans de Porfirio Díaz qui furent vaincus, Tuxtla Gutiérrez garda son titre de capitale d'État.[réf. nécessaire]
San Cristóbal de Las Casas est considérée par beaucoup comme la capitale culturelle du Chiapas.
Au dernier recensement de 2010, la population de la ville était de 158 227 habitants.

## Géographie
San Cristóbal de Las Casas est située à 2 120 m d'altitude.
Elle a pour coordonnées géographiques de 16°46 jusqu'à 16°35' de latitude nord et de 92°26' jusqu'à 92°43' de longitude ouest.
Elle est située à 56 km de Tuxtla Gutiérrez.
San Cristobal est située dans une cuvette, entourée de différentes montagnes. Les principaux sommets étant :
- Cerro Bolones : 2 760 mètres
- Cerro El Extranjero : 2 740 mètres
- Cerro Subida del Caracol : 2 720 mètres
- Cerro Mitzitón : 2 640 mètres
- Cerro Cruz Carreta : 2 620 mètres
- Cerro Grande : 2 600 mètres
- Cerro El Cagual : 2 580 mètres
- Cerro Agua de Pajarito : 2 540 mètres
- Cerro Cenizo : 2 540 mètres
- Cerro Pandoja : 2 500 mètres

Les principaux cours d'eau de la municipalité sont les río Amarillo et río San Felipe, les rivières Chamula, Peje de Oro et Ojo de Agua.
En termes de végétation, les forêts aux alentours sont composées principalement de pins. Il existe en outre deux réserves écologiques aux alentours même de San Cristobal, la réserve de Huitepec et la zone de Rancho Nuevo.

## Climat
(février 2016).
La plus grande partie de l'année, le climat y est agréable, relativement chaud en journée, mais plus frais la nuit.
Cependant, San Cristóbal de Las Casas possède dans tous le Chiapas une réputation de ville froide, due aux froids hivernaux du fait de son altitude.
La saison chaude va de mi-février à septembre. Le moment le plus chaud de l'année se situe d'avril à mi-mai, tandis que le plus froid se situe en janvier lorsque la température peut descendre sous 5 °C. La pluviométrie oscille en moyenne à 1 100 millimètres par an. La période de pluie s'étend de mai à mi-octobre. Les mois les plus pluvieux sont juin et septembre. La température moyenne annuelle est 15,1 °C.
| Mois                                                | Jan | Fev  | Mar  | Avr  | Mai   | Jui   | Jui   | Aou   | Sep   | Oct  | Nov | Dec |
| --------------------------------------------------- | --- | ---- | ---- | ---- | ----- | ----- | ----- | ----- | ----- | ---- | --- | --- |
| Températures maximale journalière (°C)              | 20  | 21   | 23   | 23   | 23    | 23    | 22    | 22    | 22    | 21   | 21  | 20  |
| Températures minimale journalière (°C)              | 4   | 4    | 5    | 7    | 8     | 9     | 11    | 10    | 10    | 11   | 9   | 7   |
| Précipitations moyennes (mm)                        | 8,5 | 11,7 | 20,7 | 38,6 | 115,5 | 214,8 | 145,6 | 155,6 | 207,7 | 93,4 | 34  | 11  |
| Source : « SMN: Service de météorologie nationale». |     |      |      |      |       |       |       |       |       |      |     |     |

- Température maximale enregistrée : 34 °C (juin 1972)
- Température minimale : −8 °C (mars 1991)
- Total des précipitations annuelle (moyenne) : 1 056 mm

Source: Estación Meteorológica 00007087 La Cabaña, S.C.LAS CASAS

## Histoire
La ville a été fondée le 31 mai 1528 par le capitaine général et lieutenant-gouverneur Diego de Mazariegos, après qu'il eut vaincu les Zoques et les Chiapanèques. Il en fit la capitale de la province du Chiapas. Elle fut l'une des premières villes de la Nouvelle-Espagne.
En 1543, le frère et prêtre dominicain Bartolomé de Las Casas devint le premier évêque du Chiapas, et prit Ciudad Real comme évêché.
Le 28 août 1821, la ville de Santa María Comitán (actuellement Comitán de Domínguez) adopte le système de gouvernement du Mexique, et se déclare libre et indépendante, tant de la capitainerie guatémaltèque que de celle d'Espagne et invite les autres mairies chiapanèques à faire de même. Les autorités de Ciudad Real suivent peu après et la province du Chiapas se déclare indépendante le 19 mars 1823.
Le 21 février 1826 est inaugurée la première université chiapanèque, l'université littéraire et pontificale du Chiapas, qui fonctionna jusqu'en 1872.
En 1863 est proclamé le plan de Yalmús, qui permet à la ville de s'affranchir de la constitution politique mexicaine. Diverses batailles s'ensuivent, faisant fuir les Chiapanèques hors de Ciudad Real.
Le 7 mai 1857, la population fuit à Comitán de Domínguez en raison de la présence du capitaine Ángel Albino Corzo et de ses forces armées. Mais ces forces sont expulsées le 24 janvier 1864.

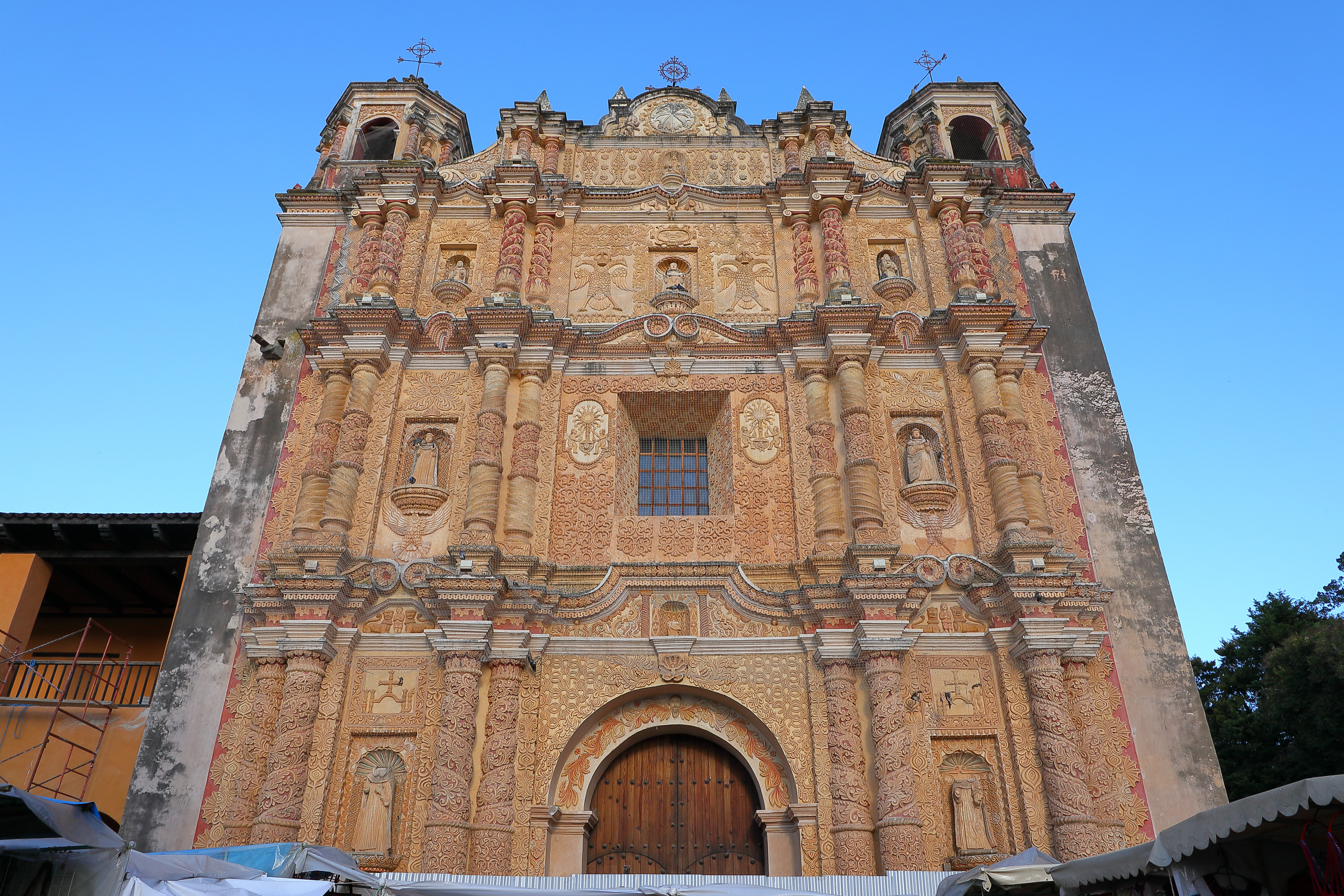
Église de Santo Domingo.

Une lutte de pouvoir agita Tuxtla Gutiérrez et San Cristóbal de Las Casas pendant ces années. Il y eut finalement quatre changements de capitale. Les pouvoirs furent d'abord transférés à Tuxtla en 1834 pour presque un an. Puis, ils changèrent à nouveau de ville en 1858, en 1864, et s'établirent définitivement à Tuxtla Gutiérrez par décision du gouverneur José Emilio Rabasa Estebanell en 1892.
En 1868, de violents épisodes de la Guerre des castes ensanglantent la ville.
En 1911, d'importants éleveurs et agriculteurs de San Cristobal, alliés aux Chamulas organisèrent une insurrection contre Tuxtla, qui dura deux mois pour récupérer les pouvoirs régionaux. Mais ils n'obtinrent pas gain de cause.
Le 1er janvier 1994 : Prise de San Cristóbal de las Casas : nom sous lequel est connu l'occupation, le pillage  et le saccage de l'hôtel de ville par  l'EZLN pendant un peu plus d'un jour.

## Changements de noms
San Cristobal changea plusieurs fois de nom au cours de l'histoire.
D'abord nommée Villa Real de Chiapa par Diego de Mazariegos, elle prit ensuite le nom de Villa Viciosa le 21 juin 1539. En l'honneur du patron de la ville, son nom devient San Cristóbal de los Llanos le 11 septembre 1531.
Le 7 juillet 1536, elle devint Ciudad Real de Chiapa, puis redevint Ciudad de San Cristóbal après l'indépendance mexicaine. Elle acquit le suffixe « de Las Casas » en l'honneur de son premier évêque, Bartolomé de Las Casas défenseur des indigènes, le 31 mai 1848.
Elle subit un dernier changement pendant six mois en date du 13 février 1934 en Ciudad Las Casas, tandis qu'elle retrouvait son nom définitif le 4 novembre 1943.
Aujourd'hui encore, certains coletos l'appellent par son nom en langue indigène Jovel. C’est également par ce nom que B. Traven appelle la ville dans son roman La Révolte des pendus, plusieurs fois adapté au cinéma.
San Cristóbal était autrefois connue comme Hueyzacatlán qui signifie en náhuatl : « À côté du grand zacate ».

## Gouvernement
Le maire est élu pour trois ans, sans possibilité de réélection.

## Démographie
Croissance de la population :
| Année     | 1950   | 1960   | 1970   | 1980   | 1990   | 1995    | 2005    | 2010    | 2015    | 2020    |  |
| --------- | ------ | ------ | ------ | ------ | ------ | ------- | ------- | ------- | ------- | ------- |  |
| Habitants | 32 054 | 27 198 | 32 833 | 60 550 | 89 335 | 116 729 | 166 460 | 185 917 | 206 481 | 215 874 |  |

38,98 % de la population municipale est d'origine amérindienne et parmi cette population 19,24 % ne parle qu'une langue indigène (le tzotzil principalement).

## Tourisme
La fête la plus importante de la ville est le 12 décembre, jour de la Vierge de Guadeloupe (Vírgen de Guadalupe) pendant laquelle les pèlerins montent en courant la Calle Real de Guadalupe pour aller prier à l'église du même nom.[réf. souhaitée]
Les principaux musées de la ville sont :

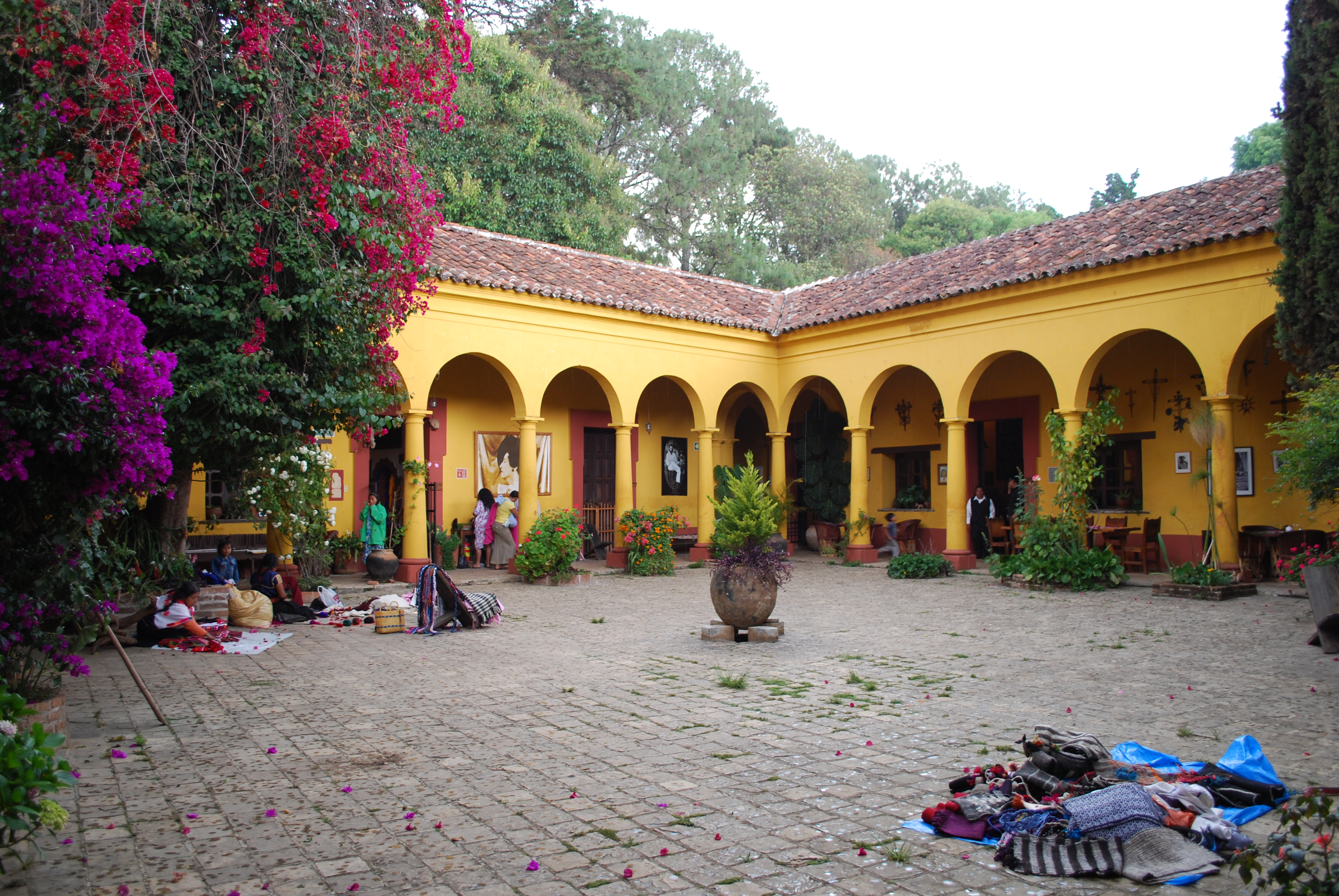
Musée Na Bolom.

- Centro Cultural de Los Altos ;
- Musée Na-Bolom ;
- Musée Sna-Jolobil ;
- Musée de l'ambre du Chiapas ;
- Musée de la médecine Maya ;
- Café Museo Café.

## Églises

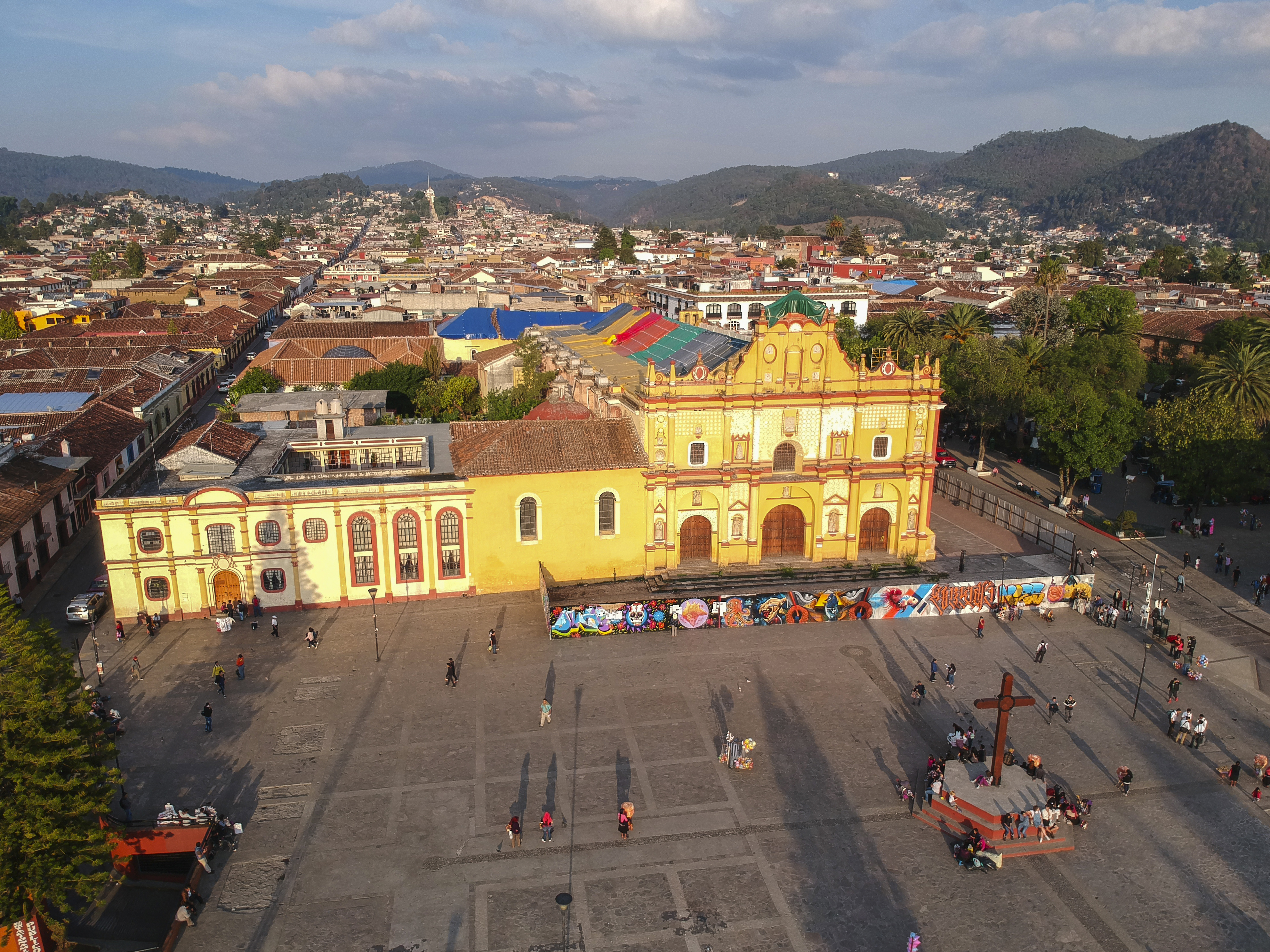
Cathédrale de San Cristóbal.

- Cathédrale de San Cristóbal de Las Casas, située sur la place du 31 mars. Au moment où la province du Chiapas est élevée au rang de diocèse, l'église de l'Assomption, dont la construction a commencé en 1535, a été convertie en cathédrale de San Cristóbal Mártir. En construisant petit à petit sur les bases établies, les frères dominicains qui arrivèrent à Ciudad Real, avec à leur tête le frère Bartolomé de Las Casas édifièrent le monument au XVIIe siècle, la façade fut terminée en 1721 et le reste du bâtiment au XXe siècle. La principale caractéristique de l'église est sa façade, disposée comme un gigantesque mortier[Quoi ?], où l'on retrouve les influences d'Oaxaca et du Guatemala. C'est une des façades les plus ornementées de l'art colonial mexicain[6].
- Église de la Merced, construite en 1537.Remodelée au goût néoclassique durant le Porfiriat, elle a conservé dans sa sacristie des vestiges de sa construction originale, en particulier un arc roman soutenu  par une grosse colonne décorée à la main de motifs floraux. Entre les peintures se devine un aigle bicéphale et la date 1759[5].
- Église Saint-Nicolas, située sur la partie postérieure de la cathédrale. Actuellement utilisée comme musée diocésain, sa construction rappelle le style mudéjar.
- Église de Santo Domingo, ancien couvent. Son intérieur d'inspiration rococo, rehaussée d'une abondance de feuilles d'or et d'un maître-autel arrondi en bois.
- Église del Carmen, dont il ne reste que l'arc, le couvent ayant été détruit.

## Galerie

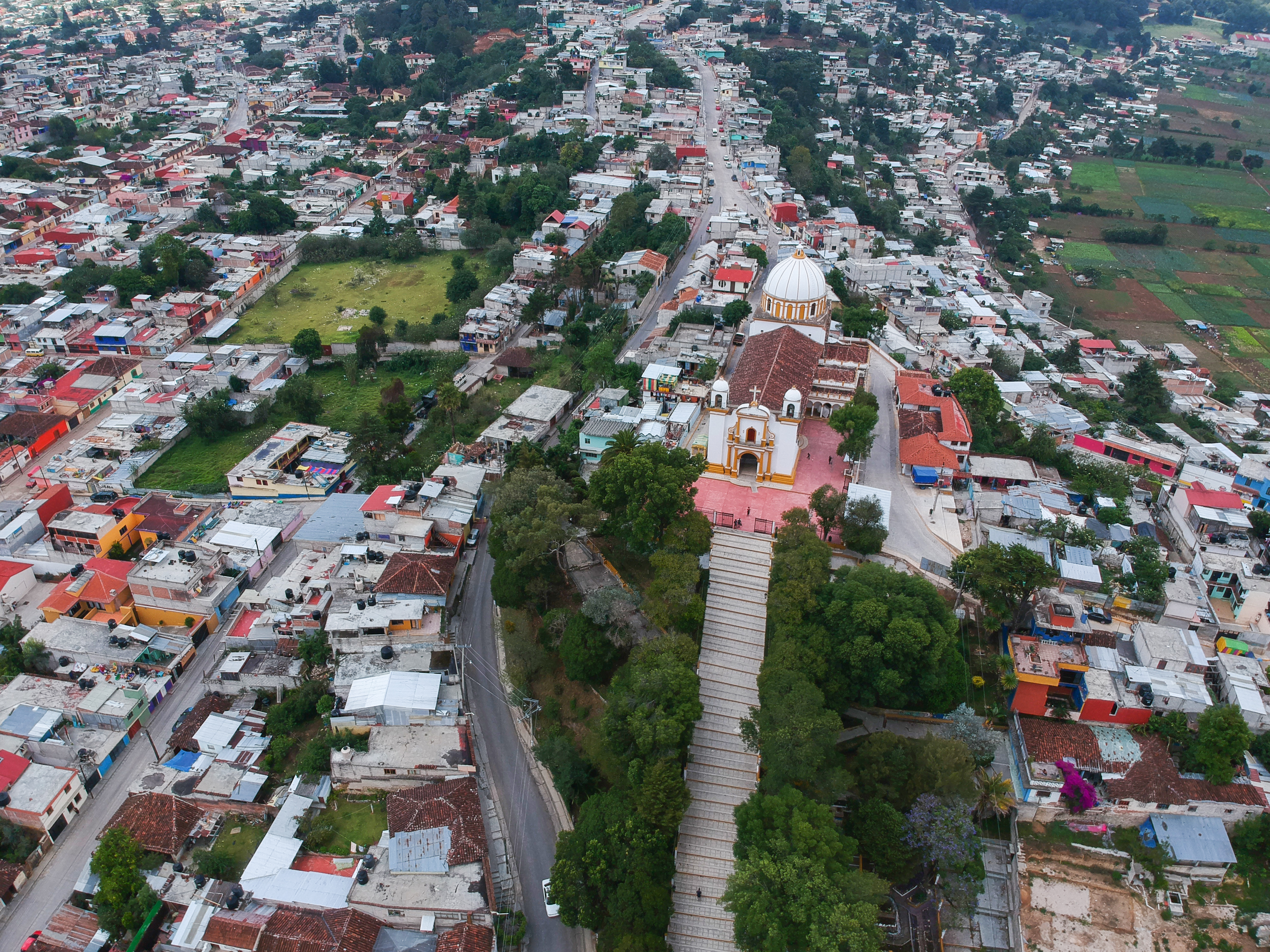
Vue aérienne avec le temple de Guadalupe.
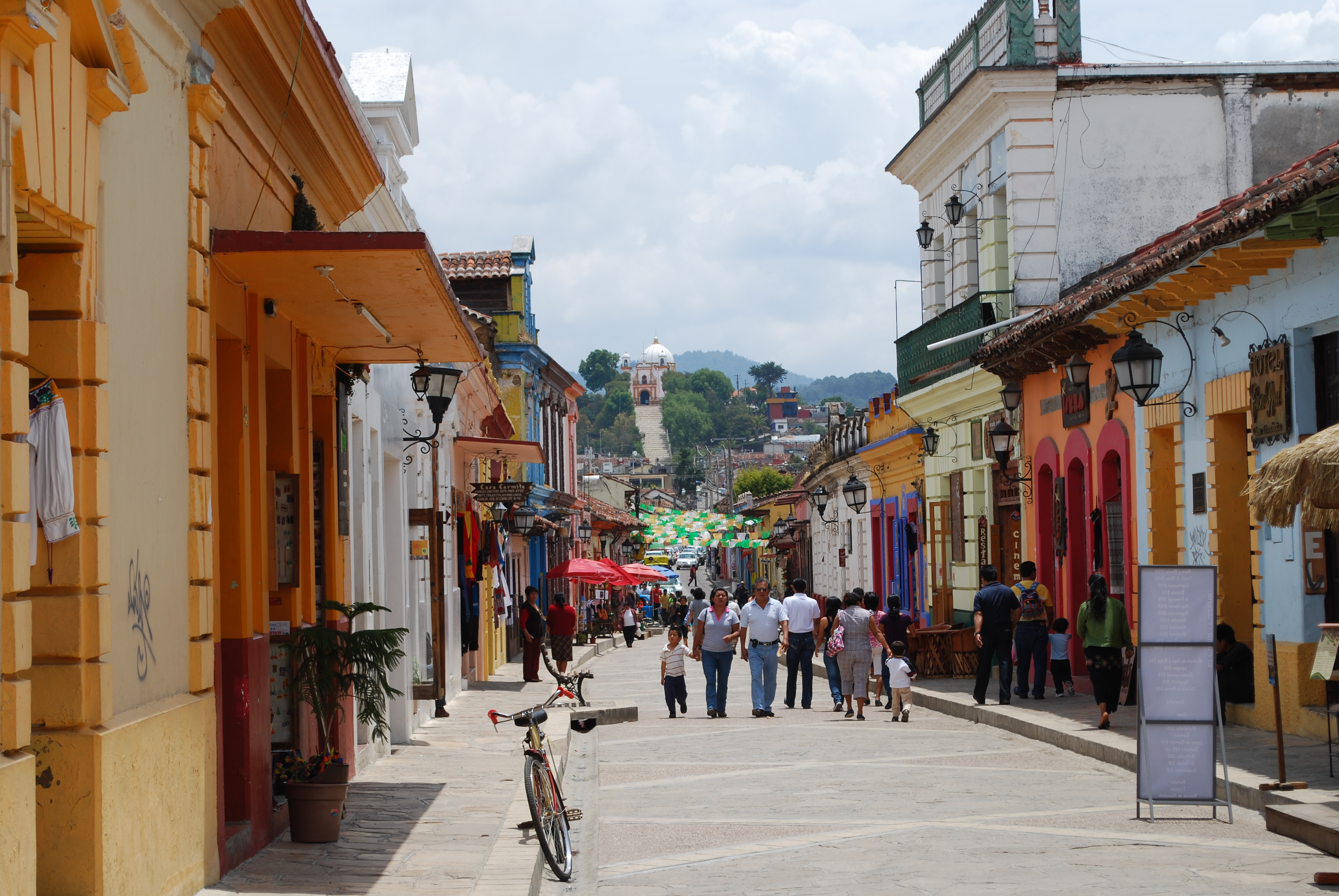
La rue Real de Guadalupe.
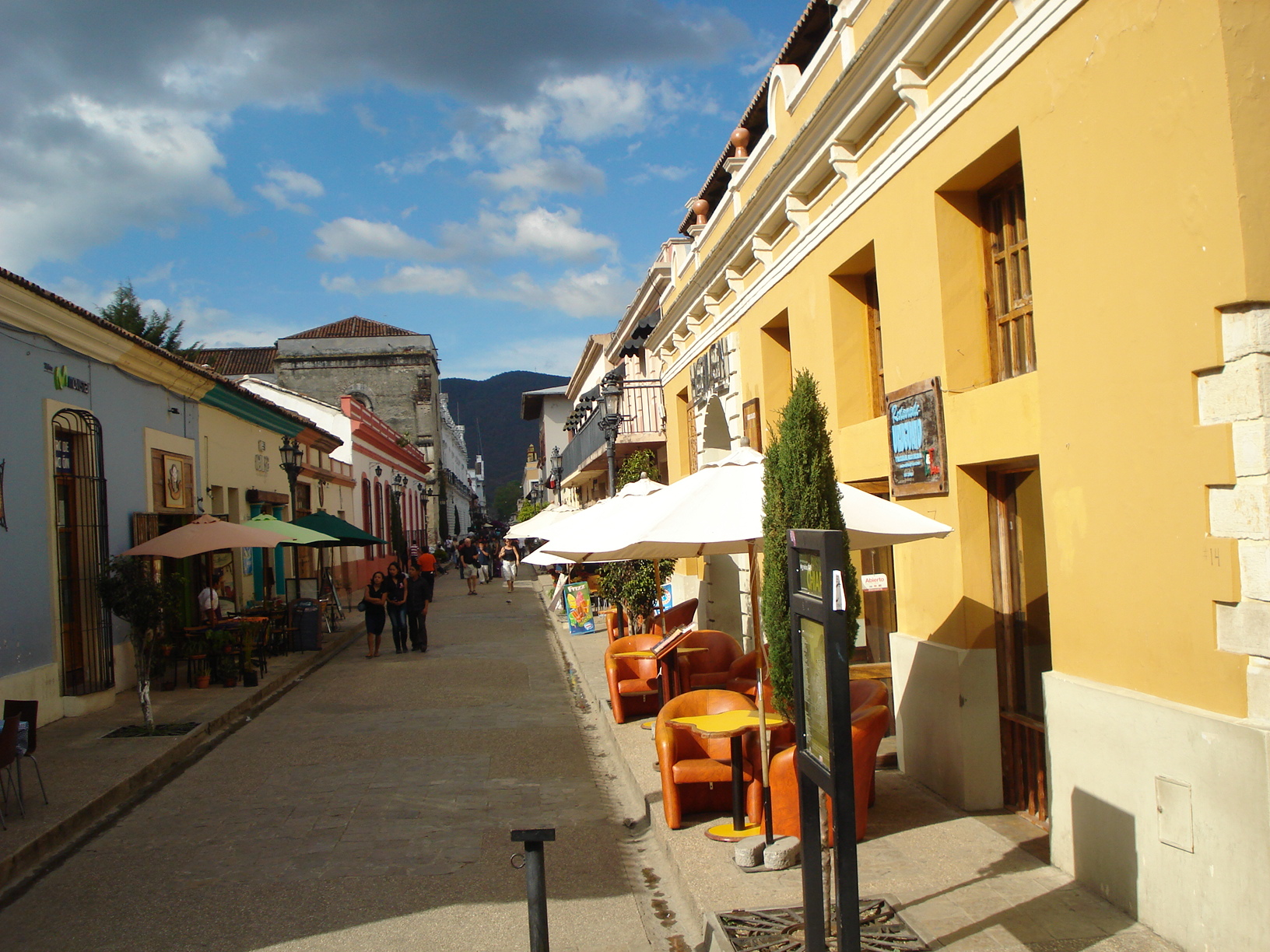
Autre rue.
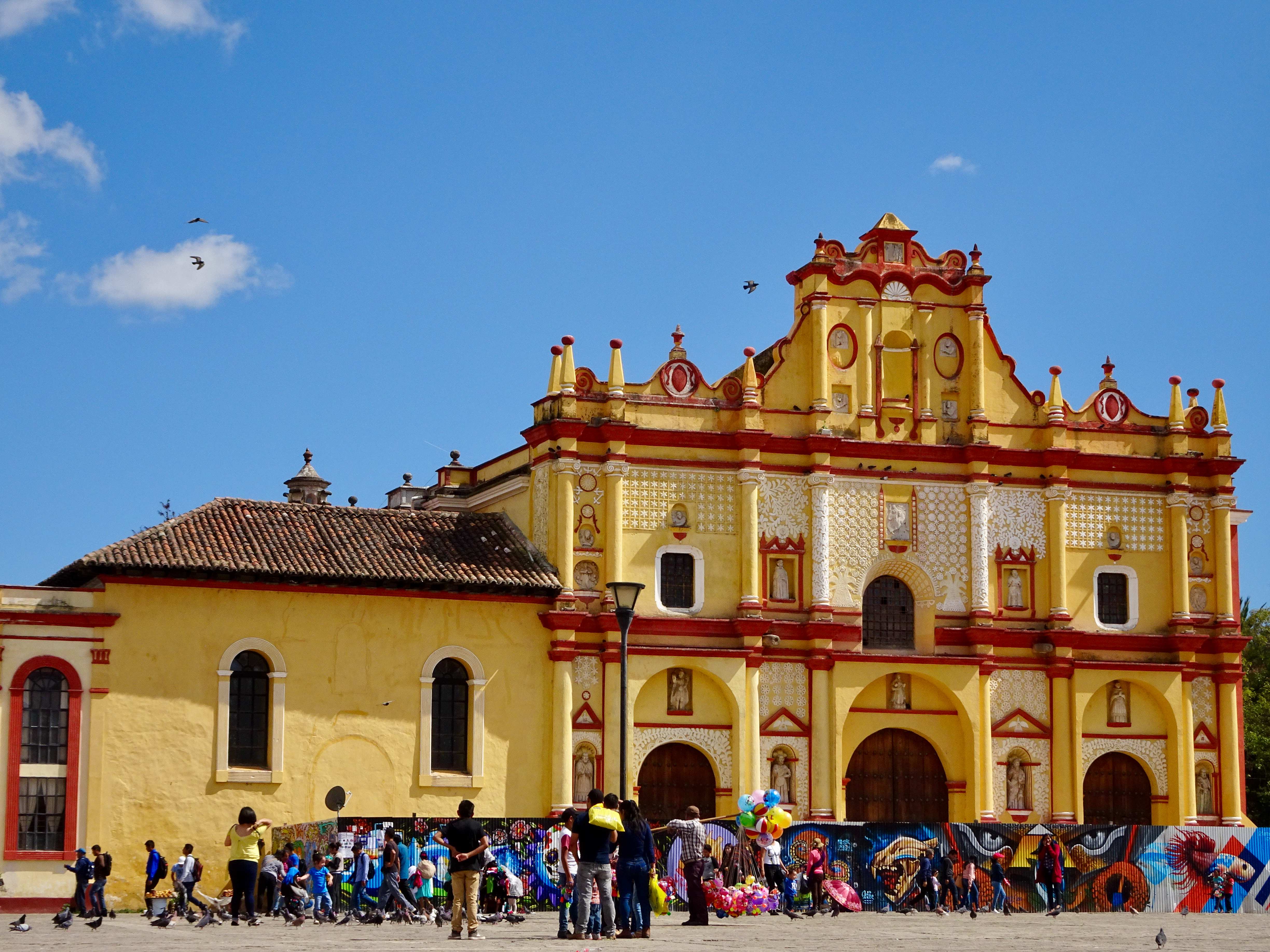
La cathédrale Saint-Christophe de San Cristóbal de Las Casas.
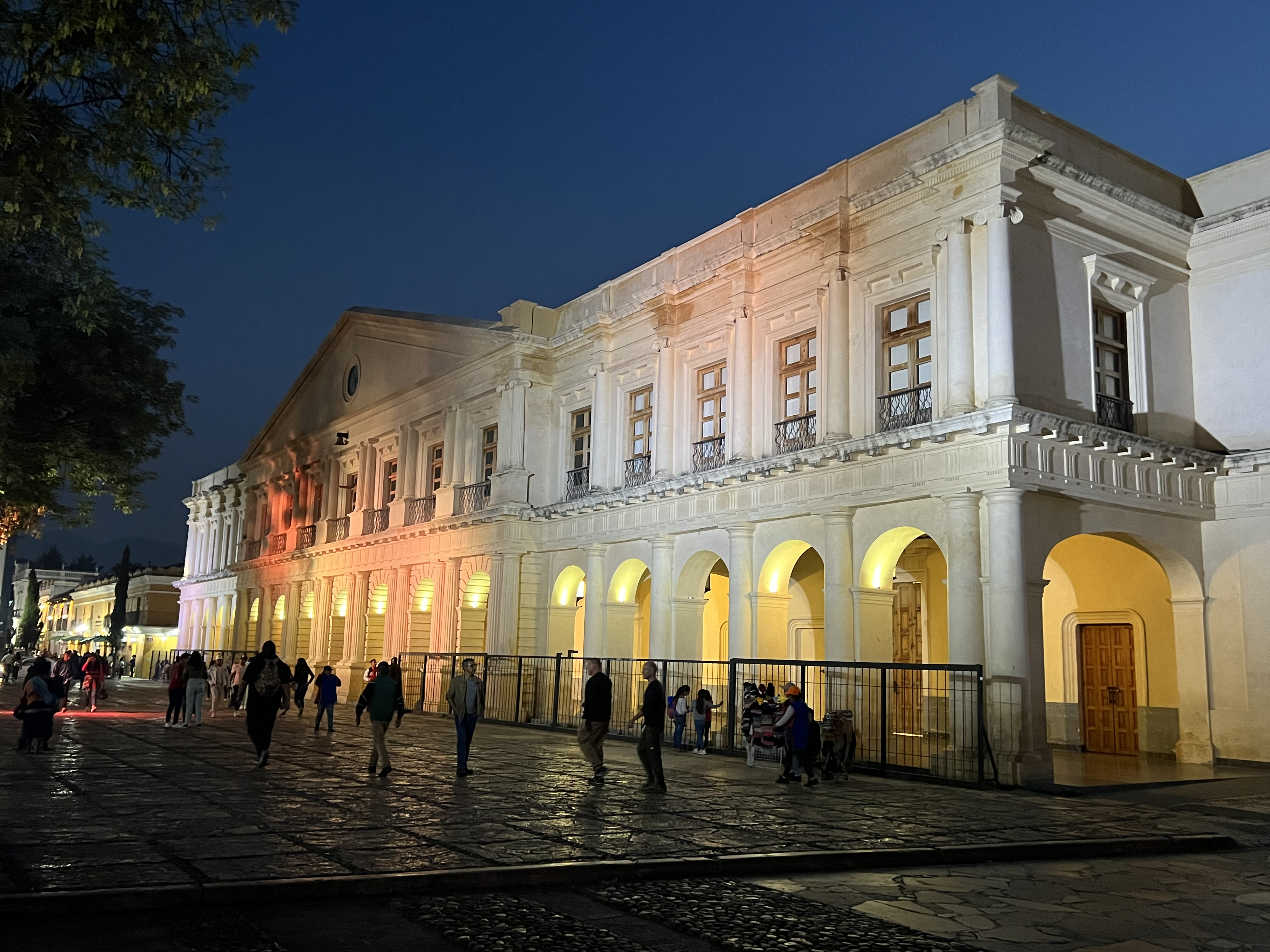
Le palais municipal.